# Прошко Прошков
Прошко Начев Прошков е български политик от партия България на гражданите (до 2012 г. – от Демократи за силна България), общински съветник, кмет на столичния район Лозенец от 2007 до 2011 г. Общински съветник от ГЕРБ-СДС.

## Биография

### Произход и образование
Прошков е роден на 31 август 1974 година в София в семейство, произхождащо от Македония. Дядо му по бащина линия Прошко Янакиев Прошков произхожда от Гевгели и е индустриалец. Майка му Весела е преводачка от английски език, чийто дядо по бащина линия е адвокатът от Прилеп Димитър Алексиев, а по майчина капитан Сокол Петров от Кратово, участник във войните за национално освобождение и загинал при атентата в „Света Неделя“.
По образование Прошков е инженер, магистър и докторант по „Автоматика и системотехника“ в Технически университет - София. След дипломирането си заминава за Германия, където повече от 4 години работи по проект на Дойче бан за оптимизиране на транспорта, включващ създаване на симулационни модели и проектиране на софтуер. Прошков е научен изследовател и софтуерен аналитик в Технически университет - Берлин. През 2008 година завършва Българското училище за политика към Нов български университет. Член е на съвета на клуба на възпитаниците на училището. Племенник е на бившия председател на Българския съюз за физкултура и спорт и Директор на Български спортен тотализатор Неделчо Прошков Янакиев.

### Политическа кариера
През 2007 г. Прошко Прошков става член на софийското ръководство на ДСБ и е номиниран от Алианс за София, коалиция на ДСБ и Съюза на демократичните сили, за кандидат-кмет на столичния район Лозенец. На първия тур остава втори, но печели с 57% от гласовете (4393 гласа) балотажа срещу кандидатката на ГЕРБ и бивш шеф на БНР Поля Станчева, и печели кметския пост. През 2010 г. е преизбран в софийското ръководство на ДСБ.
През ноември 2011 г. става член на националното ръководство на ДСБ.
 След напускането на ДСБ, поради несъгласието си с политиката на Иван Костов, се присъединява към Движение България на гражданите. Член на Националния Съвет на Движението и кандидат за народен представител за 24 МИР София на парламентарните избори 2013.

### Кмет на столичния район Лозенец
Като кмет на Лозенец Прошко Прошков се налага като един от най-последователните критици на управлението на ГЕРБ в Столичната община, като от 2019г. става общински съветник от ГЕРБ-СДС. През 2008 г. той кани германски производител на почистваща техника да направи показно чистене на улици в район Лозенец и атакува остро концесионера по чистотата на София. След като за 45 минути малки мултифункционални машини измитат и измиват паважа и окастрят избуялите храсти, Прошков обявява, че е крайно наложително тази дейност да бъде прехвърлена в правомощията на кметовете на райони.

Най-популярният проект на Прошко Прошков е реставрацията на старата Водна кула на територията на Лозенец и превръщането ѝ в алтернативен арт-център. В кулата наред с постоянните изложби и дискусии се провежда и ежегоден фестивал на визуалните изкуства.

Прошко Прошков е сред категоричните застъпници на модела с пряк избор на районните кметове.
Същевременно той посочва като недостатък на действащата уредба липсата на баланс между изискванията на гражданите към пряко избрания районен кмет и ограничените му правомощия поради централизираното управление на столицата.

### Общински съветник
Избиран е три път за общински съветник.
| Мандат    | Партия             |
| --------- | ------------------ |
| 2011-2015 | КП СИНЯТА КОАЛИЦИЯ |
| 2015-2019 | Реформаторски блок |
| 2019-2023 | ГЕРБ-СДС           |
| 2023-2027 | ГЕРБ-СДС           |

## Кандидат-кмет на София
През 2011 г. Прошко Прошков издига кандидатурата си за кмет на София и се явява на вътрешнопартийни избори в ДСБ срещу Петър Москов. Печели изборите и се изправя на отворени предварителни избори срещу кандидата на СДС Владимир Кисьов. В проведения на 12 юни 2011 г. предварителен вот участват близо 22 000 софиянци, като Прошко Прошков печели 12 925 гласа срещу 8697 за кандидата на СДС и се превръща в официална номинация на Синята коалиция за редовните местни избори в столицата през октомври 2011 г. На редовните избори Прошков печели 53 472 гласа и се класира на трето място във вота за кмет. Става общински съветник.

## България на гражданите
След като на реалните избори Прошков остава трети, Иван Костов го включва в Националното ръководство на ДСБ, но същевременно атакува щаба му, заявявайки: „Този екип участва на избори, но очевидно резултатите не бяха добри и те не поеха отговорност за това. Най-разумната стъпка е да инвестираме в други хора, които ще бъдат много по-отговорни“. През пролетта на 2012 г. Прошко Прошков се оттегля от Националното ръководство на ДСБ, заедно с Петър Николов-Зиков, Христо Ангеличин и Даниел Митов. В декларация до медиите четиримата обвиняват ДСБ, че се е превърнала „от общност на каузата, в клика, която търси само и единствено собственото си оцеляване“. Скоро след напускането си, четиримата обявяват, че се присъединяват към сдружението „България на гражданите“, основано от бившия еврокомисар Меглена Кунева и поставило си целта „да инициира и активно да участва в дебата за формулиране на националната кауза и националните приоритети на България“. В началото на юни, той се включва в инициативен комитет от 67 души, декларирали желание да създадат нова дясна партия, а след учредяването на партията България на гражданите, Прошко Прошков е избран за член на нейния Национален съвет. След това става общински съветник от ГЕРБ-СДС. 